# Атажукинский сад
Атажукинский сад (ранее ЦПКиО им. Атажукина) — парк культуры и отдыха города, находящийся в г. Нальчике, КБР. Основан в 1847 году. Считается одним из самых больших парков (после Кисловодского-965,79 Га) на территории Северного Кавказа. Сад занимает 173 гектара земли, главная аллея сада имеет протяжённость около полутора километров.

## Описание
В парке имеются насаждения клёна, ели, липы, павловнии (Адамово дерево), японской айвы. Также в саду есть редкий экземпляр — двухлопастное гингко. С территории парка к ресторану «Сосруко» и смотровой площадке на горе Малая Кизиловка поднимается канатная дорога. В саду находятся несколько детских городков, различные аттракционы.

## История сада[2]
- 1847 год — на территории Нальчикского укрепления Кавказской линии заложен фруктовый сад. Из Крыма и Грузии в сад завозятся фруктовые деревья и виноград[3].
- 1865 год — сад и прилегающие к нему территории переданы во владение князю Атажукину. С этого момента сад получает название «Атажукин сад».

- 1920 год — исполнительным комитетом Нальчикского округа было принято решение об охране территории сада, развитии на его базе городского парка.

- 1923 год — по проекту архитектора В. Х. Казина была реконструирована главная аллея

- 1930 год — нальчикский городской парк культуры и отдыха назывался «Кабардинский парк».

- 1933 год — он стал «Парком имени Сталина». Тогда же было решено реконструировать центральный вход. Устроили конкурс. Лучшим был признан проект известного московского архитектора, позже ставшего президентом Академии архитектуры СССР, Виктора Веснина. Он подарил свой проект Нальчику

- 1975 год — была реконструирована аллея голубых елей, заложенная в 30-х годах

- 2002 год — Нальчикский парк культуры и отдыха признан лучшим парком России.

- 2007 год — Нальчикскому парку возвращено историческое название — Атажукинский сад

- 2009 год — Центральная аллея становится музыкальной, по выходным и праздничным дням звучит музыка